# Tennessee Bureau of Investigation
Il Tennessee Bureau of Investigation è un'agenzia governativa di polizia statale del Tennessee.

## Storia
Il Tennessee Bureau of Investigation è nato a seguito di un omicidio nella contea di Greene, nel Tennessee, nel dicembre 1949. L'atroce crimine suscitò l'emozione dei cittadini di tutto lo stato federato. In un discorso alla Tennessee Press Association nel gennaio 1951, John M. Jones Sr., editore del Greeneville Sun, chiese la creazione di un'agenzia statale imparziale per assistere le forze dell'ordine locali nelle indagini su crimini gravi.
Il 14 marzo 1951, il governatore Gordon Browning firmò un disegno di legge che istituiva il Tennessee Bureau of Criminal Identification (TBCI) come divisione in borghese del Dipartimento di Sicurezza. A seguito di una serie di udienze legislative da parte dell'Assemblea generale del Tennessee, l'organizzazione fu ristabilita il 27 marzo 1980 come agenzia indipendente e ribattezzata Tennessee Bureau of Investigation.
Dal 2002 all'aprile 2008 il Tennessee Bureau of Investigation ha collaborato con l'FBI all'operazione Tennessee Waltz, la parte investigativa sotto copertura dell'operazione iniziata nel 2004 e terminata nel 2005. Quest'operazione ha portato all'arresto e alla condanna di una dozzina di cittadini statali e locali funzionari, molti dei quali erano senatori statali. Quest'operazione ha portato alla creazione di nuove leggi statali sull'etica e alla creazione di una commissione etica nel Tennessee.
Nell'agosto 2024, il Tennessee Bureau of Investigation ha condotto un'indagine che ha portato la polizia di Clarksville, nel Tennessee, ad arrestare sei uomini, tra cui un assistente allenatore di football presso la Austin Peay State University, per traffico di esseri umani con accuse di servitù sessuale.